# Tanigami (métro municipal de Kobe)
Tanigami (谷上駅, Tanigami-eki) est une station terminus nord de la ligne Hokushin intégrée dans la ligne Seishin-Yamate  du métro municipal de Kobe. Elle est située dans l'arrondissement Chūō-ku de Kita-ku, dans la préfecture de Hyōgo au Japon.
Elle devient partie du métro de Kobe en 2020, desservie par les rames de la ligne Kaiganligne Seishin-Yamate. Elle est en correspondance directe avec la gare de Tanigami dont elle partage les installations.

## Situation sur le réseau

Plan du métro.

Établie en aérien, Tanigami est la station terminus nord de la ligne Hokushin intégrée dans la ligne Seishin-Yamate (verte) du métro municipal de Kobe. Elle est située avant la station Shin-Kōbe, en direction du terminus sud Seishin-chūō.
Installée dans la gare de Tanigami, elle dispose des deux voies de la ligne encadrant un quai central spécifique au métro. L'une des lignes dessert également un deuxième quai central partagé avec une ligne des trains qui est au même niveau en parallèle.

## Histoire

### Gare (1988-2020)
L'installation en gare de Tanigami du terminus de la ligne Hokushin est mise en service le 2 avril 1988, lors de l'ouverture à l'exploitation de la ligne par la compagnie Hokushin Kyuko Railway, propriétaire et exploitant. Le 1er avril 2002, elle devient la propriété de Kobe Rapid Transit Railway tout en étant toujours exploitée par Hokushin Kyuko Railway.

### Station du métro (depuis 2020)
Elle devient une station du métro municipal de Kobe le 1er juin 2020, lors du rachat de la ligne Hokushin par le  Bureau des transports municipaux de Kobe, qui en devient également l'exploitant en l'intégrant la ligne dans son réseau comme prolongement de la ligne Seishin-Yamate et la station qui en devient le terminus nord,.

## Services aux voyageurs

### Accès et accueil
La station partage l'accès avec la gare de Tanigami au niveau 0. L'accès au quais central du métro, niveau +1, s'effectue par un escalier mécanique, seul le quai central partagé avec la gare est accessible par un ascenseur.

### Desserte
Tanigami est desservie par les rames de la ligne Seishin-Yamate, qui utilisent les voies 4 à 6.

### Intermodalité
Elle est en correspondance directe avec la gare de Tanigami